# John Rodrigues (arcivescovo)
John Rodrigues (Mumbai, 21 agosto 1967) è un arcivescovo cattolico indiano, dal 25 gennaio 2025 arcivescovo metropolita di Bombay.

## Biografia
È nato a Mumbai il 21 agosto 1967.

### Formazione e ministero sacerdotale
È stato ordinato presbitero il 18 aprile 1998 per l’arcidiocesi di Bombay dall'arcivescovo Ivan Dias (poi cardinale). Ha conseguito la licenza in teologia dogmatica presso la Pontificia Università Lateranense di Roma (2000-2002).
Ha ricoperto i seguenti incarichi: viceparroco di St. Michael a Mahim (1998-1999); segretario del cardinale arcivescovo metropolita di Bombay (1999-2000); professore di teologia dogmatica (2002-2013) e decano degli studi (2011-2013) presso il St. Pius X College a Goregaon.

### Ministero episcopale
Il 15 maggio 2013 papa Francesco lo ha nominato vescovo ausiliare di Bombay e vescovo titolare di Deulto. Il 29 seguente ha ricevuto l'ordinazione episcopale, nella Saint Michael, Church a Mahim, dal cardinale Oswald Gracias, arcivescovo metropolita di Bombay, co-consacranti l'arcivescovo metropolita di Goa e Damão Filipe Neri António Sebastião do Rosário Ferrão (poi cardinale) e il vescovo ausiliare di Bombay Agnelo Rufino Gracias.
Il 25 marzo 2023 lo stesso papa lo ha nominato vescovo di Poona, succedendo a Thomas Dabre, dimessosi per raggiunti limiti d'età.
Il 30 novembre 2024 lo stesso papa lo ha nominato arcivescovo coadiutore di Bombay. Il 23 gennaio 2025 ha preso possesso dell'incarico.
Il 25 gennaio seguente, avendo papa Francesco accolto la rinuncia per raggiunti limiti d'età del cardinale Oswald Gracias, gli è succeduto come arcivescovo metropolita di Bombay.

## Genealogia episcopale
La genealogia episcopale è:
- Cardinale Scipione Rebiba
- Cardinale Giulio Antonio Santori
- Cardinale Girolamo Bernerio, O.P.
- Arcivescovo Galeazzo Sanvitale
- Cardinale Ludovico Ludovisi
- Cardinale Luigi Caetani
- Cardinale Ulderico Carpegna
- Cardinale Paluzzo Paluzzi Altieri degli Albertoni
- Papa Benedetto XIII
- Papa Benedetto XIV
- Papa Clemente XIII
- Cardinale Marcantonio Colonna
- Cardinale Giacinto Sigismondo Gerdil, B.
- Cardinale Giulio Maria della Somaglia
- Cardinale Carlo Odescalchi, S.I.
- Cardinale Costantino Patrizi Naro
- Cardinale Lucido Maria Parocchi
- Papa Pio X
- Papa Benedetto XV
- Papa Pio XII
- Cardinale Eugène Tisserant
- Papa Paolo VI
- Cardinale Agostino Casaroli
- Cardinale Ivan Dias
- Cardinale Oswald Gracias
- Arcivescovo John Rodrigues